# Crioa
Crioa is een geslacht van vlinders van de familie spinneruilen (Erebidae), uit de onderfamilie Calpinae.

## Soorten
- C. acronyctina Butler, 1886
- C. acronyctoides Walker, 1857
- C. albifusca Turner, 1942
- C. emmelopis Turner, 1930
- C. hyperdasys Turner, 1930
- C. hypoxantha Lower, 1902
- C. hypsichaetes Turner, 1930
- C. niphobleta Turner, 1930
- C. nycterina Turner, 1902
- C. oostigma Turner, 1930
- C. perspicua Turner, 1942